# 百科全書 (文部省)
『百科全書』（ひゃっかぜんしょ）は、日本の文部省が1873年（明治6年）から出版した、分冊形式の百科事典。丸善や有隣堂から改版も出た。イギリスの百科事典『チェンバーズ・インフォメーション・フォー・ザ・ピープル』を、箕作麟祥・西村茂樹ら数十人が分担翻訳したもの。日本における西洋文化の受容史、学術用語の漢訳史、近代日本語史の重要史料として知られる。
現代では、文部省『百科全書』、文部省版『百科全書』などと呼ばれる。往時は「チャンブルの百科全書」とも呼ばれた。

## 経緯
本書の出版経緯は複雑であり、不明な点も多い。
原著は、1833年エディンバラのチェンバーズ兄弟（ウィリアムとロバート・チェンバーズ）が出版した『チェンバーズ・インフォメーション・フォー・ザ・ピープル』の、おそらく1867年刊行の第4版であり、全92項目からなる。本書はそのほぼ全訳（English Grammerの1項目を除く91項目の全訳）である。なお、チェンバーズの書籍のいくつかは、福沢諭吉らが先んじて訳していた。
翻訳は、箕作麟祥の差配のもと1871年から始まった。主に洋学者が翻訳を担当し、国学者・漢学者が校正を担当した。
1873年から、木版和綴で1項目1冊または上下2冊として順次出版されたが、1884年に財政の都合で打ち切られた。しかし併行して民間に引き継がれ、有隣堂が活版洋装で全20冊に合本・補訳して、1878年から1886年に出版した。また、丸善でも全12冊に合本・補訳して、1883年から1884年に出版した。丸善は同時に全3冊の版も作り、1884年に予約出版した。1885年には、丸善の両版それぞれに索引1冊が追加出版された。
有隣堂や丸善の版には、既訳項目の改訳や、原著第5版の訳も含まれる。
約100年後の1980年代には、青史社から復刻版も出た。

## 主な訳者と項目
※長沼 2019, pp. 5–7 に出版年順の一覧が載っている。
| 訳者               | 項目名（訳）                    | 項目名（原語）                                        | 内容                     |
| ------------------ | ------------------------------- | ----------------------------------------------------- | ------------------------ |
| 秋山恒太郎         | 人種篇                          | Physical History of Man - Ethnology                   | 民族学                   |
| 秋山恒太郎         | 修身論                          | Practical Morality - Personal and General Duties      |                          |
| 秋山恒太郎         | 接物論                          | Practical Morality - Special Social and Public Duties |                          |
| 大槻文彦           | 印刷術及石版術篇                | Printing - Lithography                                | 印刷、石版               |
| 大槻文彦           | 言語篇                          | Language                                              |                          |
| 菊池大麓           | 修辞及華文                      | Rhetoric and belles-letters                           | 修辞学など               |
| 小島銑三郎         | 物理学                          | Natural Philosophy                                    | 自然哲学                 |
| 佐原純一           | 算術及代数                      | Arithmetic - Algebra                                  |                          |
| 佐原純一           | 幾何学                          | Geometry                                              |                          |
| 柴田承桂           | 地質学                          | Geology                                               |                          |
| 柴田承桂           | 果園篇                          | The Fruit Garden                                      |                          |
| 柴田承桂           | 古物学                          | Archæology                                            | 考古学                   |
| 柴田承桂           | 太古史                          | History of Ancient Nations                            |                          |
| 関藤成緒           | 地文学                          | Physical Geography                                    | 自然地理学               |
| 関藤成緒           | 食物製方                        | Preparation of Food - Cookery                         |                          |
| 関藤成緒           | 英国史                          | History of Great Britain and Ireland                  |                          |
| 関藤成緒           | 建築学                          | Architecture                                          |                          |
| 薗鑑               | 北欧鬼神誌                      | Scandinavian Mythology                                | 北欧神話                 |
| 塚本周造           | 論理学                          | Logic                                                 |                          |
| 永井久一郎         | 豚兎食用鳥籠鳥                  | Pigs - Rabbits - Poultry - Cage Birds                 |                          |
| 永井久一郎         | 水運篇                          | Maritime Conveyance                                   |                          |
| 永井久一郎         | 希臘史                          | History of Greece                                     | ギリシャの歴史           |
| 永田健助           | 家事倹約訓                      | Household Hints                                       | 家政学                   |
| 永田健助           | 人口救窮及保険                  | Population - Poor Laws - Life Assurance               | 人口論、救貧法、生命保険 |
| 永田健助           | 動物綱目                        | Zoology                                               | 動物学                   |
| 西村茂樹           | 天文学                          | Astronomy                                             |                          |
| 長谷川泰           | 骨相学                          | Phrenology                                            | 骨相学                   |
| 長谷川泰           | 植物綱目                        | Systematic Botany                                     |                          |
| 日原昌造           | 光学及音学                      | Optics - Acoustics                                    | 光学、音響学             |
| ファン・カステール | 体操及戸外遊戯                  | Gymnastics - Out-of-door Recreations                  |                          |
| ファン・カステール | 戸内遊戯方                      | Indoor Amusements                                     | トランプなど室内遊戯     |
| 箕作麟祥           | 教導説 （後に「教育論」と改題） | Education                                             | 教育                     |
| 箕作麟祥           | 自然神教及道徳学                | Natural Theology - Ethics                             | 自然神学、倫理学         |

## 関連文献

### 書籍
- 長沼美香子『訳された近代 文部省『百科全書』の翻訳学』法政大学出版局、2017年。ISBN 978-4-588-44505-7。
- 福鎌達夫『明治初期百科全書の研究』風間書房、1968年。

### 論文
- 石川禎浩「近代日中の翻訳百科事典について」『近代東アジアにおける翻訳概念の展開 : 京都大学人文科学研究所附属現代中国研究センター研究報告』、京都大学人文科学研究所附属現代中国研究センター、2013年。
- 菊池重郎「文部省における「百科全書」刊行の経緯について : 文部省刊行の百科全書「建築学」に関する研究・その1」『日本建築学会論文報告集』第61号、日本建築学会、1951年。
- 長沼美香子「文部省『百科全書』における「宗教」」『言語情報科学』第13号、東京大学大学院総合文化研究科言語情報科学専攻、2015年。
- 長沼美香子「文部省『百科全書』と幕末明治期日本の翻訳ネットワーキング」『Translators as Political Actors: Reception of the Western Intellectual Discourse in Modern East Asia （国際会議予稿集）』2019年。2021年7月18日閲覧。